# Hepatica henryi
Hepatica henryi ist eine Pflanzenart aus der Gattung der Leberblümchen (Hepatica) in der Familie der Hahnenfußgewächse (Ranunculaceae). Sie kommt nur in China vor und ihr chinesischer Name ist 川鄂獐耳细辛.

## Beschreibung
Die Pflanzen erreichen zur Blütezeit eine Höhe von 4 bis 6 Zentimeter und wenn sie fruchten bis 12 Zentimeter. Das Rhizom ist ungefähr 2,5 Zentimeter lang und hat einen Durchmesser von ungefähr 3 Millimeter. Es sind etwa 6 Blätter vorhanden. Die Blattstiele sind 4 bis 12 Zentimeter lang und dicht behaart. Die Blattspreite misst 1,5 bis 5,5 × 2 bis 8,5 Zentimeter und ist breit eiförmig bis rundlich-nierenförmig, zottig behaart und mit der Zeit verkahlend. Die Blattbasis ist herzförmig und unauffällig dreilappig bis geteilt bis zur Mitte hin. Der Blattrand ist ein- oder zweizähnig, das Blattende ist spitz. Die 1 oder 2 Schäfte sind halbaufrecht und haarig. Die Hüllblätter messen 5 bis 11 × 3 bis 6 Millimeter und sind eiförmig, fein behaart, ganzrandig oder drei-zähnig und mit spitzem Ende. Die 6 Kelchblätter messen 8 bis 12 × 3 bis 5,5 Millimeter und sind verkehrteiförmig-länglich bis schmal elliptisch sowie auf der Unterseite leicht behaart. Die Staubblätter sind 2 bis 3,5 Millimeter groß, die Staubbeutel 0,5 Millimeter. Es sind ungefähr 10 Stempel vorhanden. Die Fruchtknoten sind leicht behaart. Die Griffel sind nach außen gebogen.
Die Blütezeit reicht von April bis Mai.

## Vorkommen

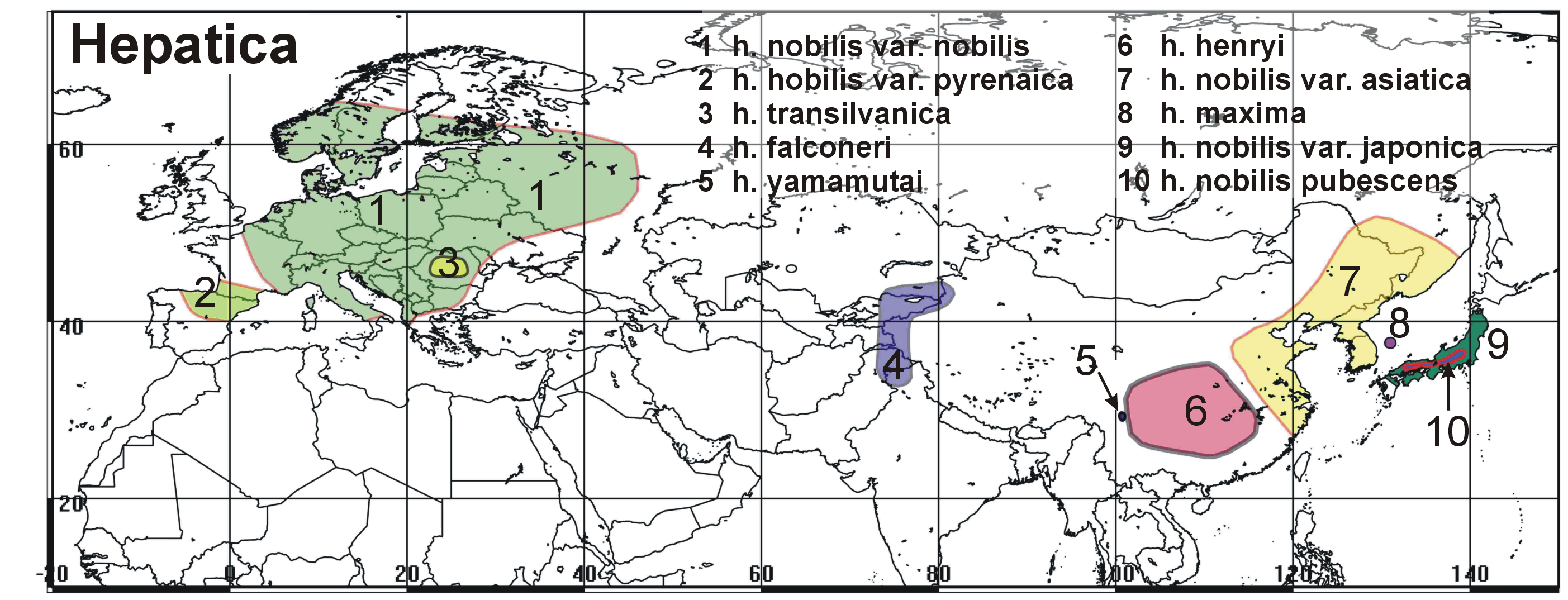
Verbreitungskarte der Leberblümchen in Europa und Asien. (Versuch einer Darstellung gemäß der in den jeweiligen Wikipedia Seiten angegebenen natürlichen Verbreitung.)

Hepatica henryi kommt in China in West-Hubei, Nord-Hunan, Shaanxi und Sichuan vor. Die Art wächst in Wäldern und an grasigen Hängen in Höhenlagen von 1300 bis 2500 Meter.

## Systematik
Hepatica henryi wurde 1887 von Oliver als Anemone henryi erstbeschrieben. 1927 stellte Steward die Art in die Gattung Hepatica. Ein Synonym ist Hepatica yamatutae Nakai.